# Травничка хроника
Травничка хроника (1945) је историјски роман писан за време Другог светског рата, остварен по моделу европског реалистичког романа. Обухвата време од 1807. до 1814. године и по томе представља класичан роман више од било којег другог Андрићевог романескног остварења. Роман је исприповедан у трећем лицу и склопљен је од пролога, епилога и 28 поглавља. Хроника о Травнику је белетристички седмогодишњи летопис који обрађује време боравка страних конзула у том везирском граду. Почиње доласком француског конзула, а завршава се одласком другопостављеног аустријског конзула. Роман је окренут историји. У процесу стварања Травничке хронике Андрић се служио богатом документарном грађом из области историје цивилизације, етнологије и аутентичним списима о историјским личностима које су представљене у роману.
Од свих Андрићевих дела, хроника о везирском граду има највише ликова. Кључни лик дела је француски конзул Жан Давил, Парижанин танане природе, песник по осећању света. Никада до тада Давил, савремени млади човек европског образовања, није видео људе као што су били Травничани, ни обичаје као што је аудијенција код турског везира, ни навике као што је пљување недобродошлог странца. Сусретом француског дипломате и турског великодостојника коме Давил чита класичну трагедију а код кога она изазива грохотан смех, Андрић је хтео да прикаже судар два света и две културе који се никада неће помирити, а јаз између њих неће бити превазиђен ни покушајима њихових најдоброћуднијих представника.
Пуковник фон Митерер је аустријски представник у везирском граду почетком 19. века. Скромни бивши погранични официр потпуно је збуњен Травником. Бачен у међупростор двеју цивилизација, не разумевајући до краја ниједну од њих, фон Митерер је, притом, фатално обележен браком са женом која се неизмерно разликује од њега. Фон Митерер није разумео ниједног од тројице турских везира који су се смењивали за време његове службе у Травнику ни источњачки свет ћутње и тајних радњи чији су они представници. Он такође није разумео ни нови грађански свет француске државе ни њеног представника Давила, са којим је често долазио у сукоб. Био му је стран свет фантазија његове лепе али и чудне жене.
Везиров конак је треће средиште политичког живота и место најчешћих сусрета тројице дипломата. Очекивало би се да представници просвећене Европе чине заједничку препреку азијатском освајачу. Да није тако казује нам везиров коментар после једног Давиловог сукоба са фон Митерером: „ Два пса, па се побила у мојој авлији.“ Ако Аустрија не ратује са Турском, она ратује са Француском; ако Османском царству у опадању слабе освајачке намере, јавиће се нови освајач, овог пута у Европи, Наполеонова империја.
У Травничкој хроници сударила су се четири света, различита по вери, култури, историји, обичајима. Емисари западних и источних светова нашли су се на простору Босне са намером да никада и не покушају да се приближе и разумеју. Најближи сарадници француског и аустријског конзула и везира и становници тамног босанског вилајета, Давна, Рота, турски ћехаја, тефтедар Баки, као и травничке касаблије, у непрестаним су међусобним сукобима и стално исказују мрачне људске нагоне. Чак и ако неки од припадника тих толико различитих културних кругова покуша да помири супротности са којима се суочава, одмах му, као по неком правилу, запрети опасност уништења. То се, на пример, догодило доктору Колоњи и фратру Луки Дафнићу.
На несрећу, једино заједничко својство у различитости тих цивилизација јесте непоштовање човека, суштинско непоштовање људског достојанства. На то је приповедач указао кроз неизговорену реченицу Јеврејина Морда Атијаса који долази у посету француском конзулу и позајмљује му новац потребан за одлазак из Босне. Ћутљиви травнички трговац желео је да се захвали француском дипломати на пажњи коју његови сународници Јевреји никада до тада нису доживели: „Призивали сте нас као људе, не издвајајући нас од осталих“, али збуњен не успе то да изговори.
Напомена: Текст преузет са сајта www.znanje.org